# Женщины в Панаме
Женщины в Панаме — это женщины, которые живут в Панаме или приехали из неё. Панамские женщины по традиции являются латиноамериканками, и с ними обращаются наравне с мужчинами, проявляя «почтение и уважение».

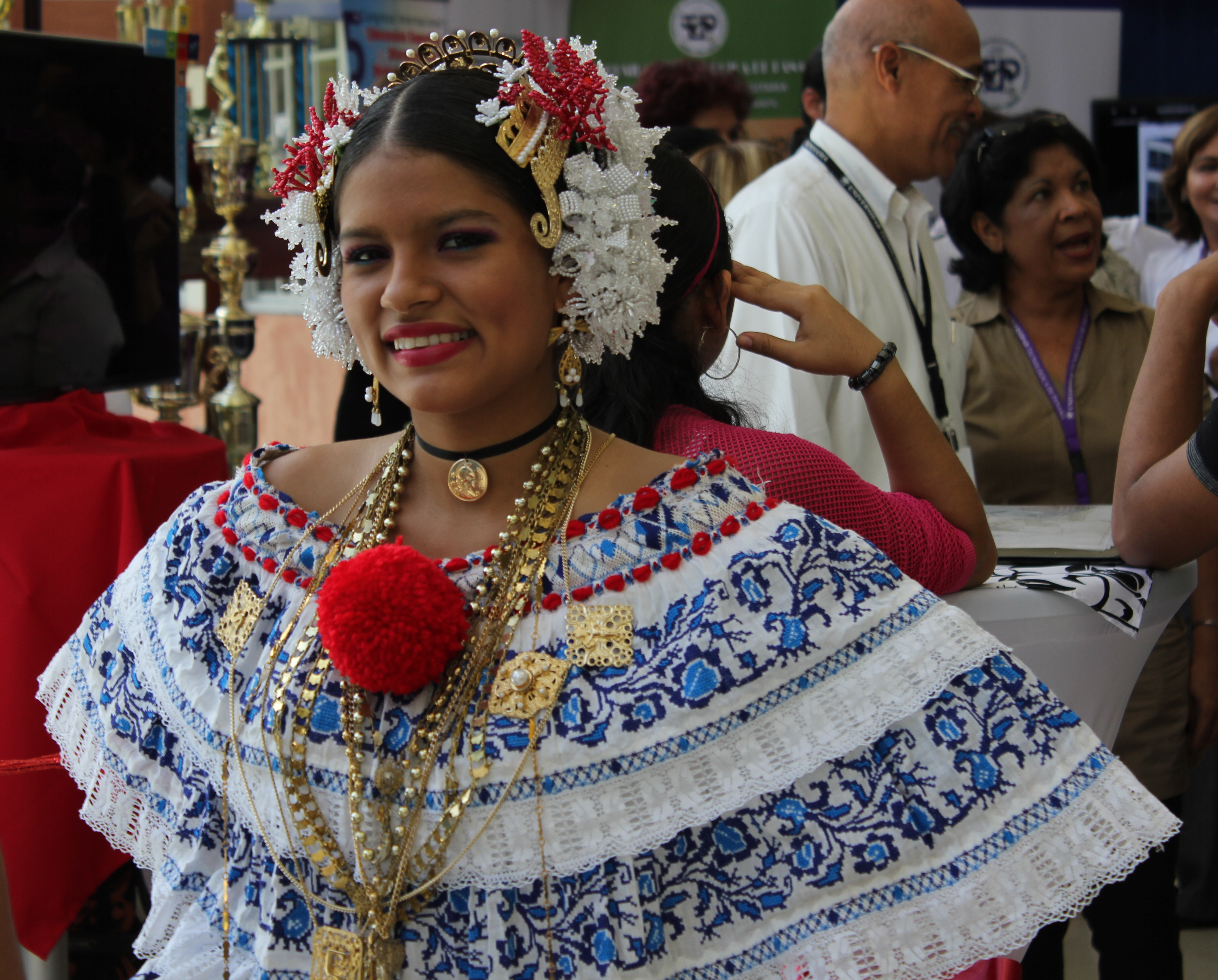
Панамская женщина в традиционной одежде

## Панамская культура

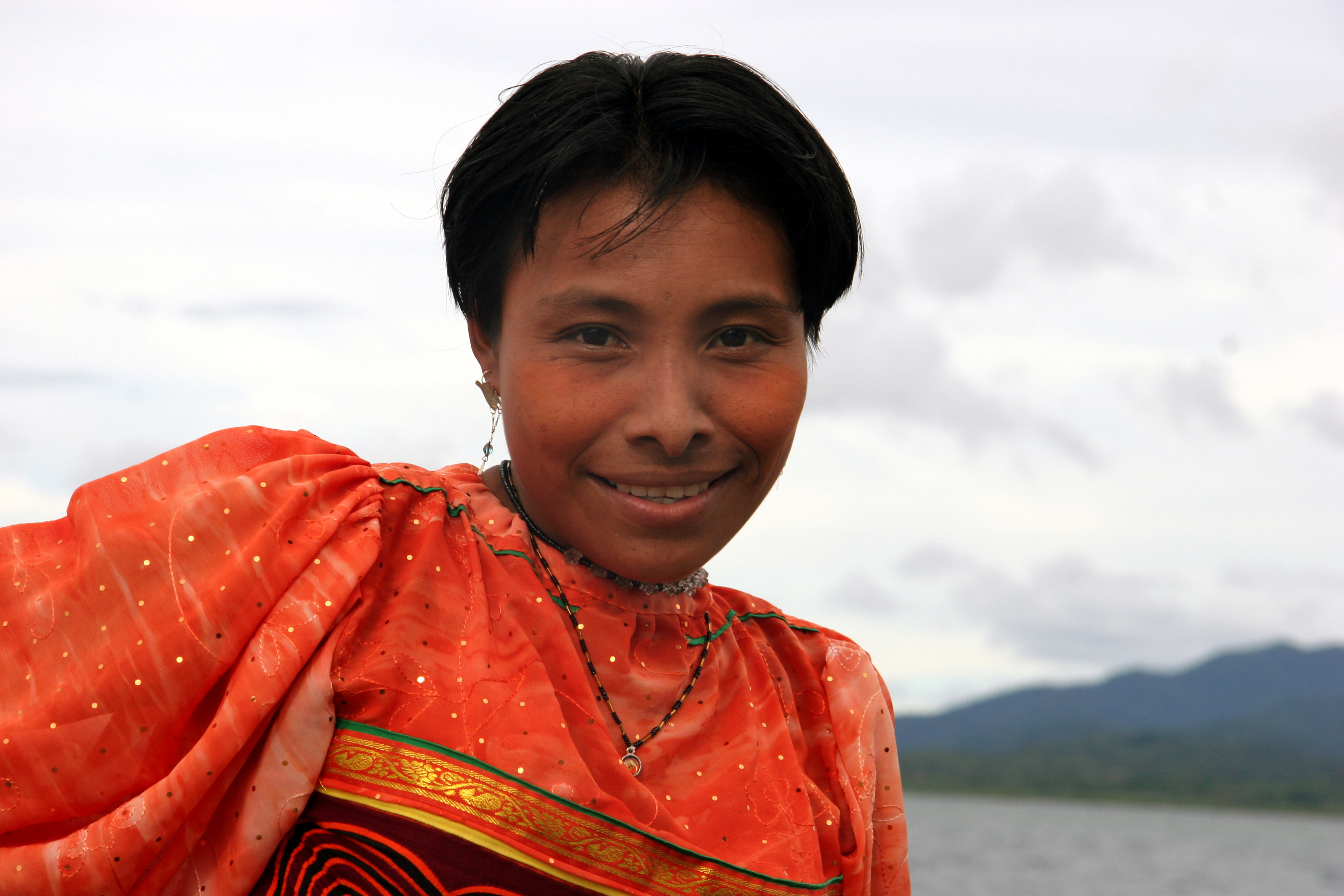
Панамская женщина в традиционном костюме.

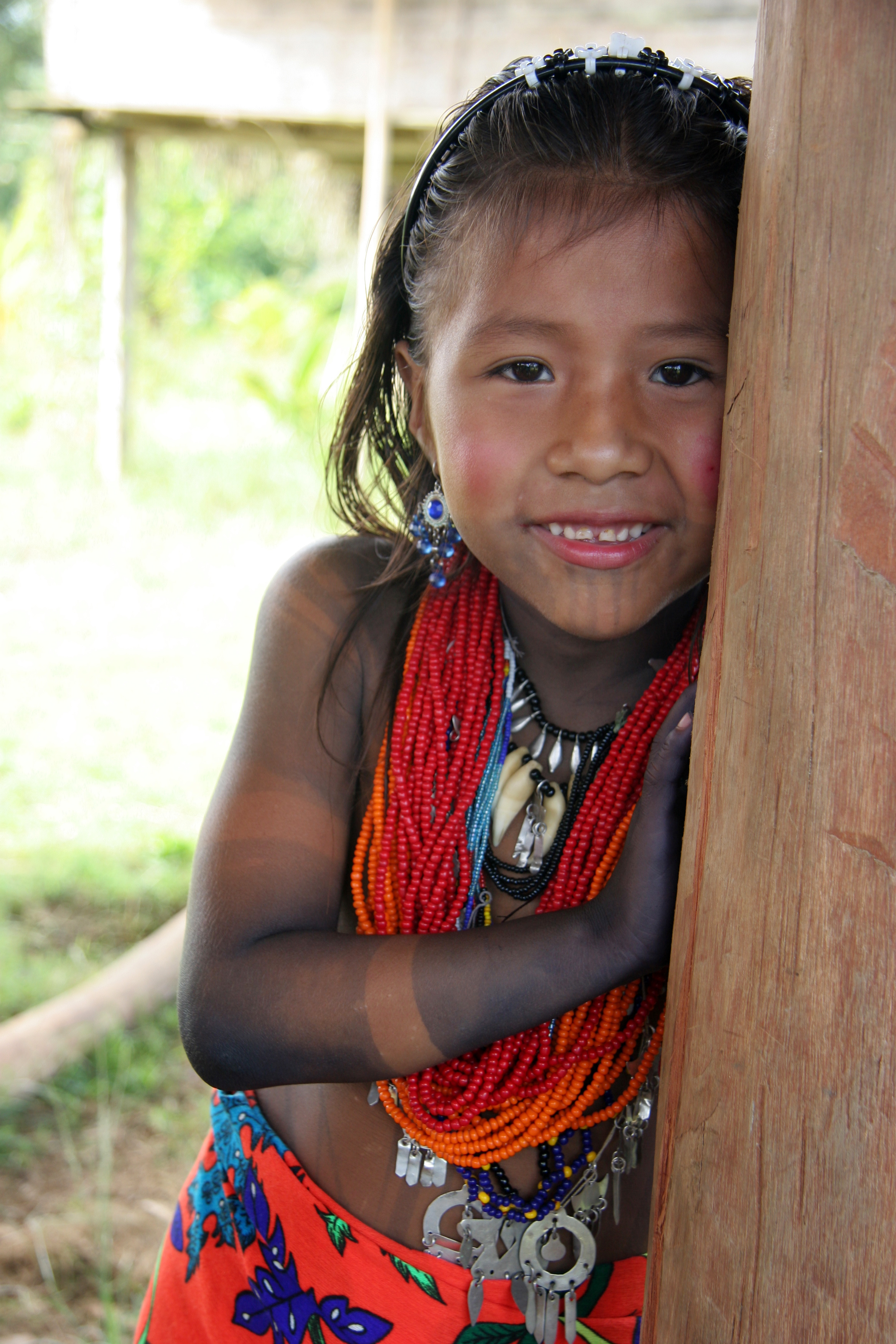
Девушка, одетая для танцев

Молодые женщины в Панаме, особенно незамужние, рассматриваются как лица с «очень высоким символическим статусом», в том числе и с ролью королев карнавала. Одним из конкретных примеров такого почитания девочек-подростков является празднование индейцами народа куна, которое представляет собой трехдневное празднование совершеннолетия девочек-подростков.
Некоторые панамские женщины занимают высокие должности в сфере профессии, образования и государственной службы. Панама имела женщину-президента в качестве национального лидера в лице Мирейи Москосо, которая была первой женщиной-президентом Панамы с 1999 по 2004 год.
Уровень грамотности (по состоянию на 2015 год) оценивается в 94,4 % для женщин и 95,7 % для мужчин (в возрасте 15 лет и старше).

## Семейная жизнь
Как и в других странах Латинской Америки, сожительство сегодня очень распространено в Панаме, и большинство детей рождается у незамужних женщин: в 2000-х годах 58,5 % родов приходилось на сожительствующих матерей, 24,4 % — от замужних матерей, 1 % у матерей-одиночек (не проживающим с партнером). Но, в отличие от других стран региона, большинство детей рождались вне брака на протяжении десятилетий: в 1970-х годах только 30,4 % детей рождались в браке. Общий коэффициент фертильности (СКР) составляет 2,38 ребёнка на одну женщину (по состоянию на 2014 г.).

## Домашнее насилие
Домашнее насилие — проблема страны. Панама приняла Закон № 38 дель 2001 против домашнего насилия. В 2013 году в стране был принят Закон 82 — Типичный пример убийства женщин и насилия в отношении женщин (Ley 82 — Tipifica el Femicidio y la Violencia contra las Mujeres) — всеобъемлющий закон против насилия в отношении женщин.